# Ромашка
Рома́шка (лат. Matricária) — род однолетних цветковых растений семейства астровые, или сложноцветные (Asteraceae), по современной классификации объединяет около 70 видов невысоких пахучих трав, цветущих с первого года жизни. Наиболее известный вид — Ромашка аптечная (Matricaria chamomilla, syn. Matricaria recutita), это растение широко используется в лечебных и косметических целях.
Часто ромашкой (с ботанической точки зрения ошибочно) называют виды растений других родов семейства Астровые, таких как Астра, Гербера, Дороникум, Нивяник, Остеоспермум, Пижма, Пупавка, Трёхрёберник, Хризантема, для соцветий-корзинок которых характерны
краевые язычковые цветки с белыми или другой окраски лепестками и более тёмная центральная часть соцветия. Эти соцветия напоминают единый цветок, поэтому называются антодий.

## Название
Научное (латинское) название рода, Matricaria («маточная трава»), происходит от латинского matrix («матка»), что объясняется традиционным применением растения при лечении гинекологических заболеваний. Впервые это название использовал швейцарский ботаник и врач Альбрехт фон Галлер (1708—1777).
Римский писатель и учёный Плиний Старший в своём многотомном труде «Естественная история» описал это растение под названием Chamaemellon, название которого происходит от греч. χᾰμαι (chamai, «низко») и μῆλον (mellon, «яблоко»), что объясняется небольшой высотой травы и запахом цветков, напоминающим запах яблок.
На Руси эти растения именовались «роман», «романова трава», «романов цвет», «романник». Общепризнано, что эти названия восходят именно к прилагательному romanum (romana) в указанных латинских названиях, при этом одни авторы допускают возможность прямого заимствования слова из латыни западноевропейских средневековых травников и лечебников, другие же считают, что имело место заимствование из польского языка, выступившего в качестве языка-посредника. Что касается слова «ромашка», то оно является уменьшительной формой от «роман» и впервые в литературе это слово было зафиксировано в 1778 году у А. Т. Болотова в его книге «Сельский житель».

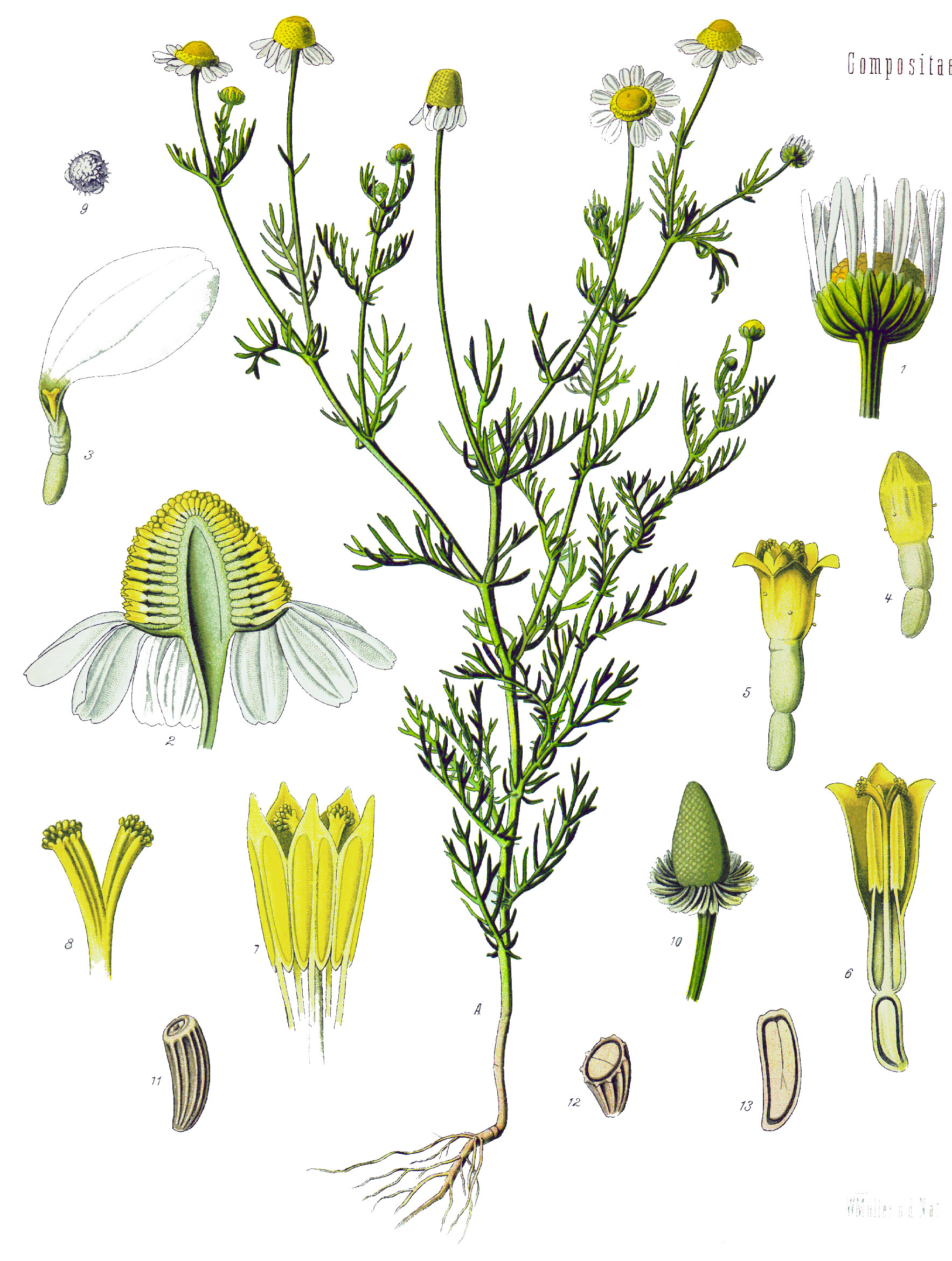
Ромашка аптечная (Matricaria recutita).

## Ботаническое описание
Представители рода — невысокие травянистые растения с одним или двумя перисторассечёнными листьями, состоящими из многочисленных тонких долей.
Соцветие — полусферические корзинки диаметром 4—20 мм объединены в щитковидное соцветие. В корзинках имеются цветки двух типов: на диске находятся жёлтые трубчатые обоеполые цветки, с краю — белые ложноязычковые пестичные (изредка встречаются корзинки только с трубчатыми цветками). Цветоложе полое, часто коническое.
Плод — семянка с тремя или четырьмя тонкими рёбрами, с едва заметным хохолком (иногда без него).

## Распространение и экология
Представители рода широко распространены в Евразии, Америке и Южной Африке, натурализованы в Австралии. В Евразии чаще других встречаются Ромашка аптечная, или ободранная (Matricaria recutita) и Ромашка пахучая (Matricaria discoidea), прежде называвшаяся Matricaria matricarioides auct. или Matricaria suaveolens (Pursh) Buchenau.
В ряде стран на больших площадях культивируется ромашка аптечная.
В Центральной Африке несколько видов ромашки были полностью уничтожены местными племенами из-за суеверий, что эти растения якобы привлекают злых духов.

### Распространение в Российской Федерации
Дикорастущая ромашка аптечная встречается в Сибири, на Алтае, Кузнецком Алатау, в степной части Забайкалья. После введения в культуру в средней полосе России она широко расселилась по краям полей, обочинам дорог, около жилья, на пустырях и залежных лугах — как сорное растение. Её культивируют для получения лекарственного сырья на специальных плантациях.

## Использование, культивирование
В медицине и косметологии активно используется ромашка аптечная.
В медицине
Высушенную и свежую ромашку аптечную издавна применяют в медицине: (отвары, экстракты) — как противовоспалительное, слабое антисептическое и вяжущее средство, наружно — для полосканий, примочек и ванн.
Лечение ромашкой применяется в отношении патологий ЖКТ (желудочно-кишечного тракта), гинекологической сферы, мочеполовой и других систем организма как основная или дополнительная терапия. Ромашка принимается внутрь в виде чая или отвара (традиционное английское домашнее средство) или настоя, её используют при спазмах кишечника, метеоризме и диарее, а также как потогонное средство.
Ромашка применяется при лечении тревожных расстройств и бессонницы. Однако систематический обзор и метаанализ 2015 года показал неэффективность фитопрепаратов с ромашкой при бессоннице.
В косметологии
Экстракт ромашки аптечной входит в состав многих косметических средств, прежде всего кремов. Настоем ромашки аптечной ополаскивают волосы для придания им золотистого оттенка.
В ароматерапии
Эфирное масло ромашки аптечной («немецкой ромашки») применяется в ароматерапии; чаще — как успокаивающее средство. Из-за высокой цены его нередко фальсифицируют, в том числе подменяют маслом римской ромашки (Chamaemelum nobile).
В садоводстве
Представители ботанического рода ромашки в качестве декоративных растений практически не используются. Встречающиеся упоминания «садовых ромашек» относятся к растениям из родов Астра, Гербера, Дороникум, Нивяник, Остеоспермум, Пижма, Пупавка, Трёхрёберник, Хризантема и др.

## Систематика
Род Ромашка вместе с родами Анациклис (Anacyclus), Отантус (Otanthus), Тысячелистник (Achillea) и Гелиокаута (Heliocauta) образует подтрибу Ромашковые (Matricariinae) в составе трибы Антемидеевые (Anthemideae) подсемейства Астровые (Asteroideae) семейства Астровые, или Сложноцветные (Asteraceae).
|  |                      |  |                                                                                     |                                                                                     |                       |  | подсемейство Цикориевые и др. | подсемейство Цикориевые и др.                                        |                                                                      |  |  |  | ещё 13 подтриб                             | ещё 13 подтриб                             |         |  |  |  |  |
|  |                      |  |                                                                                     |                                                                                     |                       |  | подсемейство Цикориевые и др. | подсемейство Цикориевые и др.                                        |                                                                      |  |  |  | ещё 13 подтриб                             | ещё 13 подтриб                             | 43 вида |  |  |  |  |
|  |                      |  |                                                                                     | семейство Астровые, или Сложноцветные                                               |                       |  |                               |                                                                      | триба Пупавковые, или Антемидеевые                                   |  |  |  |                                            | род Ромашка                                |         |  |  |  |  |
|  |                      |  |                                                                                     | семейство Астровые, или Сложноцветные                                               |                       |  |                               |                                                                      | триба Пупавковые, или Антемидеевые                                   |  |  |  |                                            | род Ромашка                                |         |  |  |  |  |
|  | порядок Астроцветные |  |                                                                                     |                                                                                     | подсемейство Астровые |  |                               |                                                                      | подтриба Ромашковые                                                  |  |  |  |                                            |                                            |         |  |  |  |  |
|  | порядок Астроцветные |  |                                                                                     |                                                                                     |                       |  |                               |                                                                      |                                                                      |  |  |  |                                            |                                            |         |  |  |  |  |
|  |                      |  | ещё 10 семейств (согласно Системе APG IV), в том числе Колокольчиковые, Стилидиевые | ещё 10 семейств (согласно Системе APG IV), в том числе Колокольчиковые, Стилидиевые |                       |  |                               | ещё около двадцати триб, в том числе трибы Астровые и Крестовниковые | ещё около двадцати триб, в том числе трибы Астровые и Крестовниковые |  |  |  | ещё четыре рода, в том числе Тысячелистник | ещё четыре рода, в том числе Тысячелистник |         |  |  |  |  |
|  |                      |  |                                                                                     | ещё 10 семейств (согласно Системе APG IV), в том числе Колокольчиковые, Стилидиевые |                       |  |                               |                                                                      | ещё около двадцати триб, в том числе трибы Астровые и Крестовниковые |  |  |  |                                            | ещё четыре рода, в том числе Тысячелистник |         |  |  |  |  |

## Таксономия
Matricaria L., Species Plantarum 2: 890. 1753. nom. et typ. cons.

### Синонимы
Список в алфавитном порядке:
- Akylopsis Lehm.
- Camomilla Gilib.
- Cenocline K.Koch
- Cotulina Pomel
- Courrantia Sch.Bip.
- Gama La Llave
- Lepidanthus Nutt.
- Lepidotheca Nutt.

### Виды

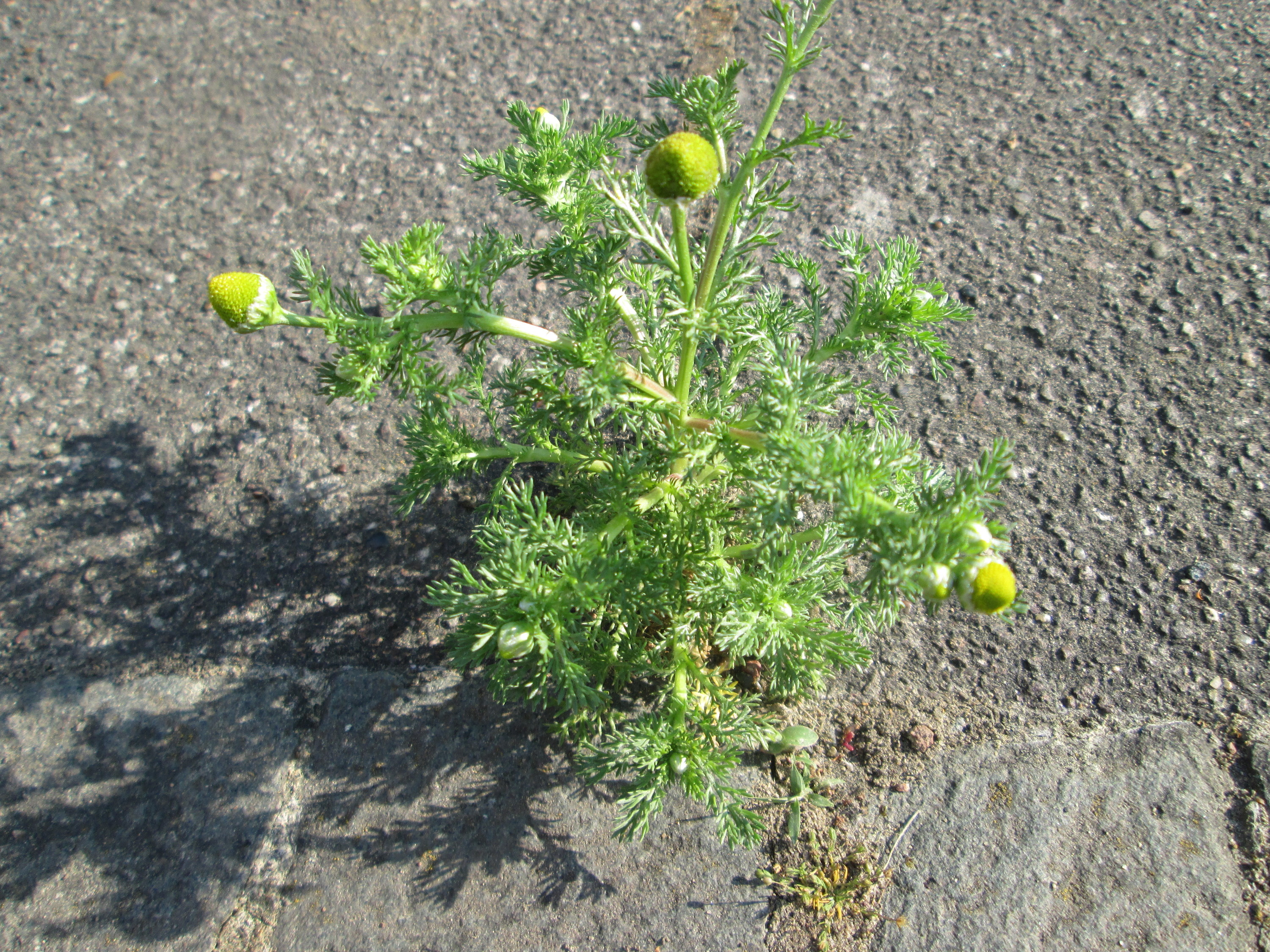
Ромашка пахучая (Matricaria discoidea)

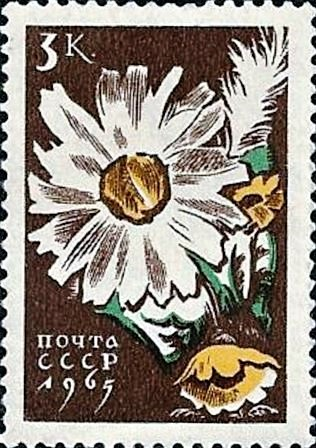
Почтовая марка, 1965 год

По современной классификации род включает 71 вид, включая 8 в статусе подтвержденных («accepted») и 63 в статусе ожидающих подтверждения. Большинство видов, которые включались в род Ромашка до 2013 года согласно базе данных TPL были реклассифицированы и отнесены к родам Microcephala и Трёхрёберник.
Подтвержденные виды
- Matricaria aurea (Loefl.) Sch.Bip. — Ромашка золотистая
- Matricaria chamomilla L. — Ромашка аптечная, или Ромашка лекарственная, или Ромашка ободранная
- Matricaria courrantia DC.
- Matricaria discoidea DC. — Ромашка пахучая, или Ромашка безъязычковая, или Ромашка зелёная, или Ромашка душистая, или Ромашка ромашковидная
- Matricaria occidentalis Greene — Ромашка западная
- Matricaria tzvelevii Pobed. — Ромашка Цвелёва

Виды, ожидающие подтверждения
- Matricaria arabica Velen. — Ромашка арабская
- Matricaria arlgirdensis Blakelock
- Matricaria arvensis Nyman
- Matricaria auriculata Benth. & Hook.f.
- Matricaria bocconei Poir.
- Matricaria brachyglossa Benth. & Hook.f. — Ромашка короткоязычковая
- Matricaria capensis hort ex E.Vilm. — Ромашка капская (вид)
- Matricaria chamaemilla Hill
- Matricaria chamomilla Blanco
- Matricaria confusa Fisch., C.A.Mey. & Avé-Lall.
- Matricaria daucifolia Poir.
- Matricaria globifera (Thunb.) Fenzl
- Matricaria halepensis Rauschert
- Matricaria incana Poir.

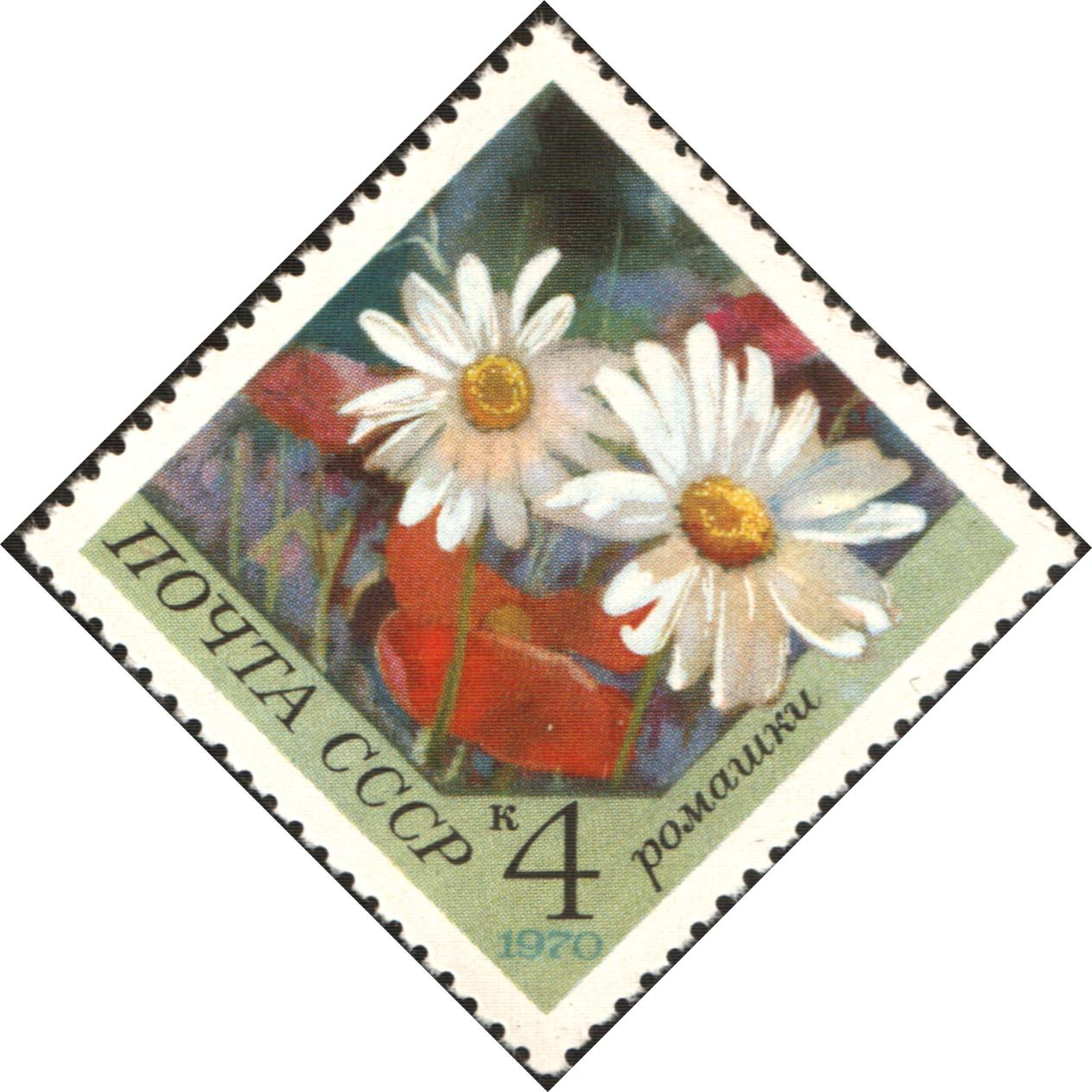
Почтовая марка, 1970 год

- Matricaria inciso-serrata Poir.
- Matricaria indica Mill.
- Matricaria italica Desr.
- Matricaria japonica Desr.
- Matricaria laxa Tratt.
- Matricaria melanophylla Nábělek
- Matricaria modesta Boiss. ex Boiss.
- Matricaria multiflora (Thunb.) Fenzl
- Matricaria occidentalis Pomel ex O.Hoffm.
- Matricaria parthenoides Desf.
- Matricaria pilosa Poir.
- Matricaria pinnatifida Klatt ex Schinz
- Matricaria pyrethrifolia Poir.
- Matricaria raddeana C.Winkl.
- Matricaria suaveolens W.D.J.Koch
- Matricaria suffruticosa J.F.Macbr.
- Matricaria transfretana Pau
- Matricaria tricostata (Rech.f.) Rauschert
- Matricaria uliginosa Poir.
- Matricaria umbrosa Poir.
- Matricaria valentina (L.) L.
- Matricaria ×rohlenae (Domin) Dostál